# Santeri Alkio
Santeri Alkio (ursprungligen Alexander Filander), född 17 juni 1862 i Laihela, död 24 juli 1930 i Laihela, var en finsk författare och politiker.

## Biografi
Alkio försörjde sig mellan 1896 och 1904 som lanthandlare på hemorten i österbottniska Laihela, där han tidigt kommit i kontakt med den finska ungdomsrörelsen. Han blev dess ledare, bl.a. som redaktör från 1890 till 1917 för dess språkrör Pyrkijä. Han var även starkt engagerad i nykterhetsrörelsen och medverkade under förbudslagstiden som ordförande i förbudslagsförbundet. 
Efter storstrejken 1905 blev han en framträdande gestalt även inom det politiska livet. Han var en av agrarförbundets grundare. Mellan 1906 och 1929 tjänstgjorde han som chefredaktör för partiets ledande organ Ilkka i Vasa, och tillhörde från 1907 till 1922 enkammarlantdagen-riksdagen. Han var den egentliga utformaren av agrarförbundets politiska ideologi och en av de främsta förkämparna för ett republikanskt styrelsesätt under Finlands första år som självständig stat. 
Alkio debutterade som skönlitterär författare 1885. Han skrev psykologiska och kulturhistoriska romaner med idealistisk tendens. I sina böcker skildrar han sin hembygds "knivjunkare" och deras försvinnande när en ny tid bryter in.

## Utmärkelser
- Cross of Liberty 1st  Division, 2nd Class,  14 maj 1920[7]
- Tre Stjärnors orden, tredje klass,  15 maj 1926[8]

[Redigera Wikidata]